# Санта-Исабель (муниципалитет)
Санта-Исабель (исп. Santa Isabel) — муниципалитет в Мексике, штат Чиуауа с административным центром в одноимённом посёлке. Численность населения, по данным переписи 2010 года, составила 3937 человек.

## Общие сведения
Название Santa Isabel дано в честь Святой Елизаветы.
Площадь муниципалитета равна 670 км², что составляет 0,27 % от общей площади штата, а наивысшая точка — 1802 метра, расположена в поселении Темпоралес-де-Пенья.
Он граничит с другими муниципалитетами штата Чиуауа: на севере с Рива-Паласио, на востоке с Чиуауа, на юге с Сатево и Доктор-Белисарио-Домингесом, на западе с Гран-Морелосом.

## Учреждение и состав
Муниципалитет был образован в 1825 году, в его состав входит 28 населённых пунктов, самые крупные из которых:
| Код INEGI | Населённый пункт                                                                       | Численность населения (2005 год) | Численность населения (2010 год) |
| --------- | -------------------------------------------------------------------------------------- | -------------------------------- | -------------------------------- |
| 024       | Всего                                                                                  | 3820                             | 3937                             |
| 0001      | Санта-Исабель (исп. Santa Isabel) 28°20′32″ с. ш. 106°22′06″ з. д.                     | 1412                             | 1378                             |
| 0031      | Сан-Мигель-Анчондо (исп. San Miguel de los Anchondo) 28°15′42″ с. ш. 106°15′03″ з. д.  | 449                              | 456                              |
| 0032      | Санта-Ана (исп. Santa Ana) 28°18′36″ с. ш. 106°21′46″ з. д.                            | 388                              | 438                              |
| 0026      | Ранчо-де-Пенья (исп. Rancho de Peña) 28°20′25″ с. ш. 106°16′41″ з. д.                  | 327                              | 334                              |
| 0033      | Санта-Роса-Хикотенкатль (исп. Santa Rosa Xicoténcatl) 28°20′03″ с. ш. 106°26′48″ з. д. | 233                              | 231                              |

## Экономика
По статистическим данным 2000 года, работоспособное население занято по секторам экономики в следующих пропорциях: сельское хозяйство, скотоводство и рыбная ловля — 21,7 %, промышленность и строительство — 41,6 %, сфера обслуживания и туризма — 32,9 %, прочее — 3,8 %.

## Инфраструктура
По статистическим данным 2010 года, инфраструктура развита следующим образом:
- электрификация: 98,9 %;
- водоснабжение: 97,9 %;
- водоотведение: 95,4 %.

## Фотографии

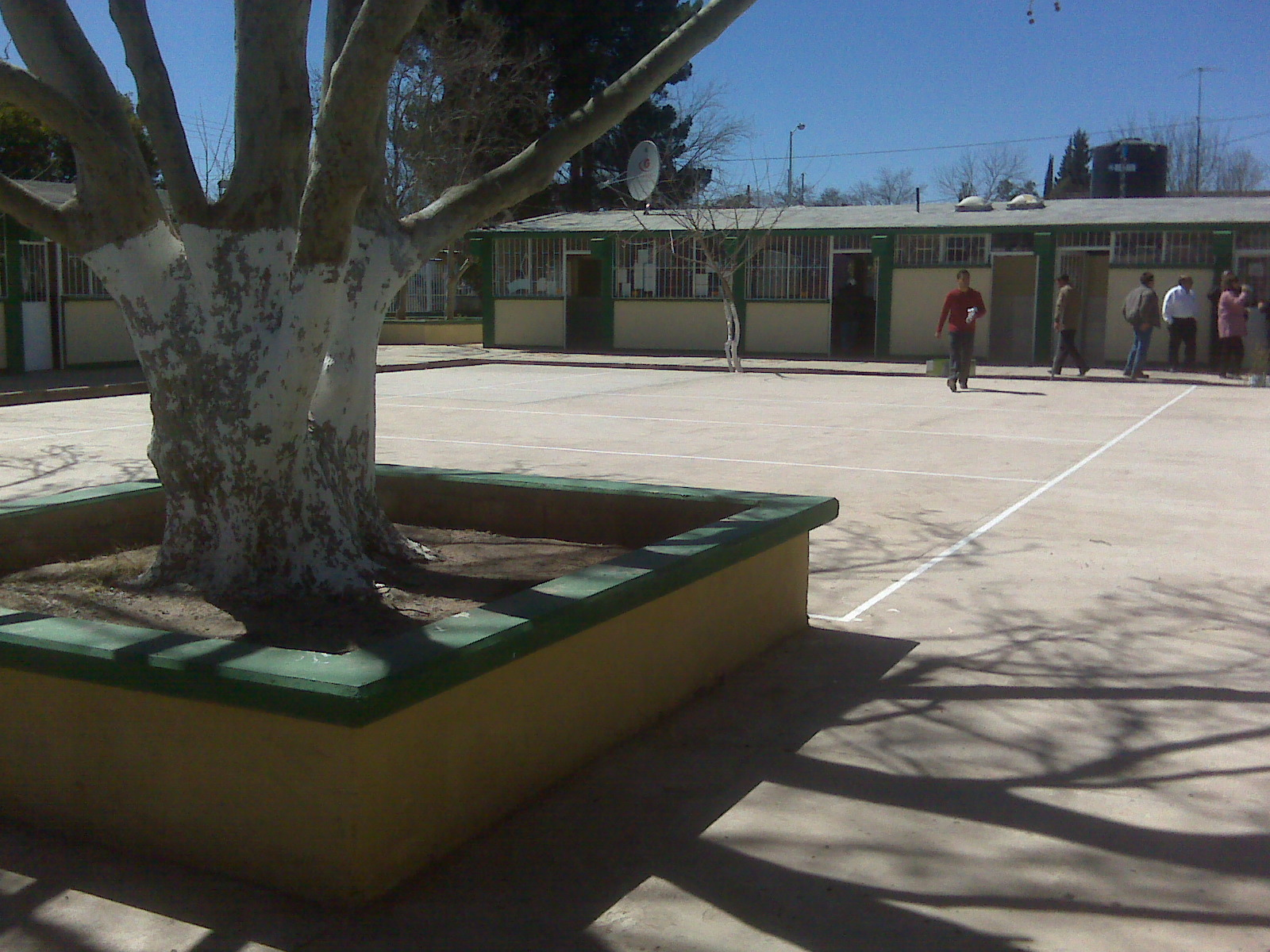
Колледж в Санта-Исабелe
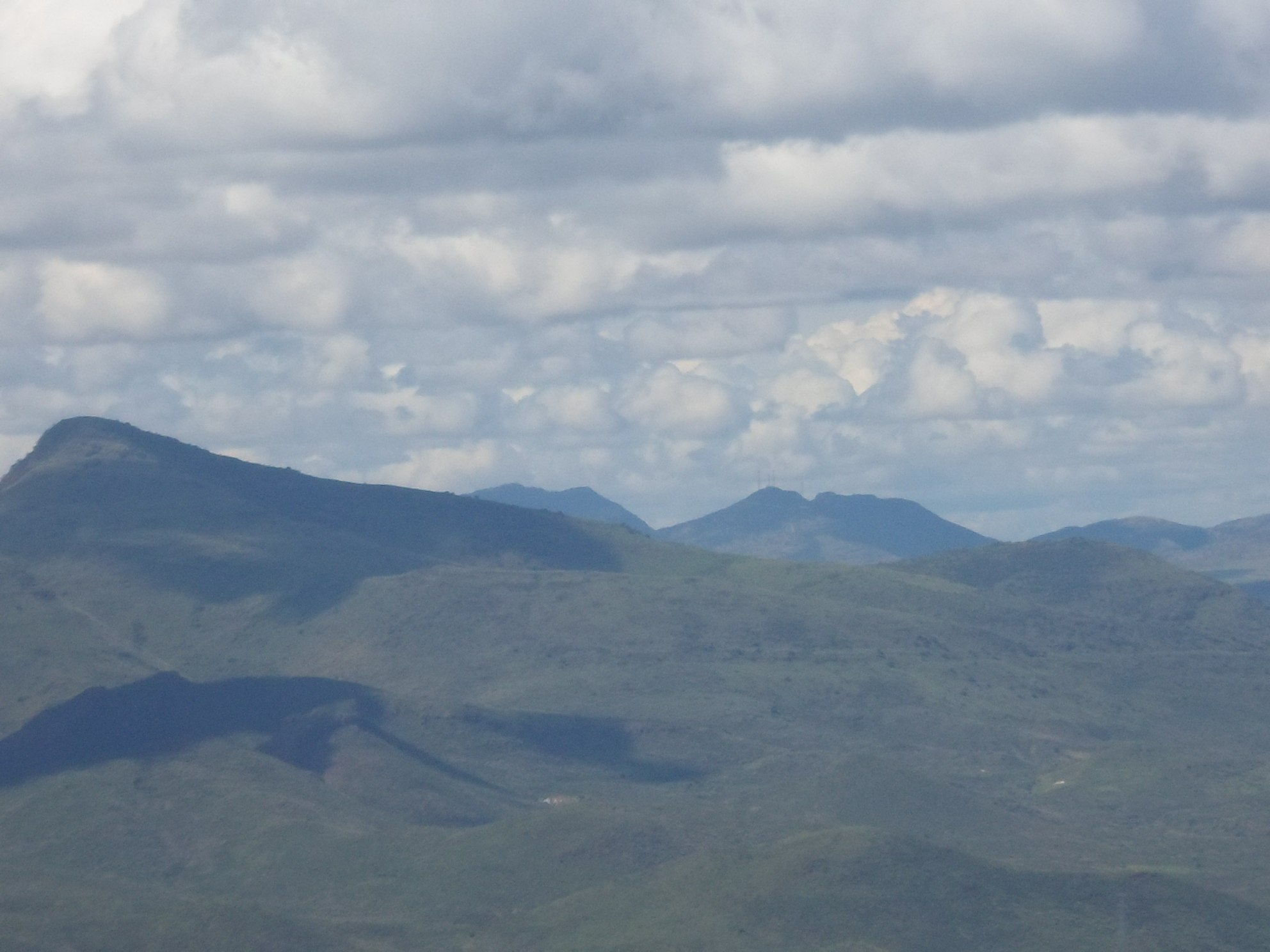
Вид на Серро-Гранде с телекоммуникационной вышки